# Цзянькоу
Цзянькоу (кит.: 箭扣,піньїнь:Jian kou) — ділянка Великого китайського муру. Розташована в районі Хуайжоу, 73 км на північ від м. Пекін.
Розташована в мальовничій гірській місцевості між ділянками Мутяньюй (10 км на схід) та Мошикоу. Будівництво цієї ділянки розпочалося у 1368 р. за часів династії Мін. Вона зроблена з великих білих каменів, що дає змогу бачити мур з великої відстані.
Цзянькоу знаходиться в занедбаному стані й враховуючи місце її розташування (гори з крутими, обривистими схилами), відвідування її є небезпечним.